# 埃格纳蒂亚大街
埃格纳蒂亚大街（希臘語：Οδός Εγνατίας）是希腊塞萨洛尼基市中心的主要商业街，以罗马时代的埃格纳蒂亚大道命名。
埃格纳蒂亚大街沿街商店和写字楼林立，是塞萨洛尼基最繁忙的街道之一。
40°38′00″N 22°56′57″E / 40.6333°N 22.9491°E